# Efecto de posición serial

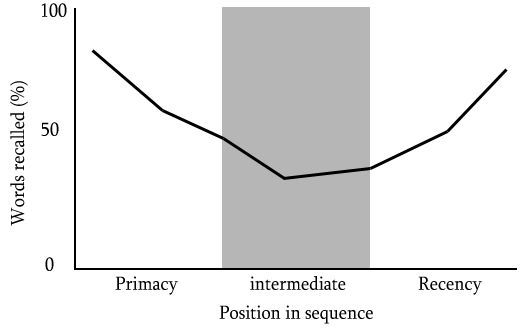
Gráfico que muestra la serie de curva de posición en forma de U, creado por la serie de efecto de posición.

El efecto de posición serial es la tendencia de una persona a recordar mejor el primer y último elementos de una serie y recordar peor los elementos intermedios. El término fue acuñado por Hermann Ebbinghaus a través de los estudios que realizó sobre sí mismo, y se refiere al hallazgo de que la precisión del recuerdo varía en función de la posición de un elemento dentro de una lista de estudio. Cuando se les pide que recuerden una lista de elementos en cualquier orden (recuerdo libre), las personas tienden a comenzar la recuperación por el final de la lista, recordando esos elementos mejor (efecto de recencia). Entre los elementos de la lista anterior, los primeros elementos se recuperan con más frecuencia que los elementos intermedios (efecto de primacía).
Una razón sugerida para el efecto de primacía es que los elementos iniciales presentados se almacenan más efectivamente en la memoria a largo plazo debido a la mayor cantidad de procesamiento dedicado a ellos (el primer elemento de la lista puede ensayarse solo; el segundo debe ensayarse junto con el primero, el tercero junto con el primero y el segundo, y así sucesivamente). El efecto de primacía se reduce cuando los elementos se presentan rápidamente y se acentúa cuando se presentan lentamente (factores que reducen y mejoran el procesamiento de cada elemento y, por lo tanto, el almacenamiento permanente). Se ha encontrado que las listas de presentación más largas reducen el efecto de primacía.
Una razón teórica del efecto de recencia es que estos elementos aún están presentes en la memoria de trabajo cuando se solicita la recuperación. Los elementos que no se benefician de ninguno (los elementos intermedios) se recuerdan peor. Una explicación adicional para el efecto de recencia está relacionada con el contexto temporal: si se prueba inmediatamente después del ensayo, el contexto temporal actual puede servir como una señal de recuperación, lo que predeciría que los elementos más recientes tienen una mayor probabilidad de recuperación que los elementos que se estudiaron en una contexto temporal diferente (anteriormente en la lista). El efecto de recencia se reduce cuando se da una tarea de interferencia. Las tareas de intervención implican memoria de trabajo, ya que la actividad del distractor, si supera los 15 a 30 segundos de duración, puede cancelar el efecto de actualidad. Además, si la recuperación se produce inmediatamente después de la prueba, el efecto de recencia es constante independientemente de la longitud de la lista estudiada. o la tasa de presentación.
Las personas con amnesia con poca capacidad para formar recuerdos permanentes a largo plazo no muestran efecto de primacía, pero sí muestran efecto de recencia si el recuerdo se produce inmediatamente después del estudio. Las personas con enfermedad de Alzheimer exhiben un efecto de primacía reducido, pero no muestran efecto de recencia en la memoria.

## Efecto de primacía
El efecto de primacía, en psicología y sociología, es un sesgo cognitivo que hace que, a la hora de memorizar los elementos de una serie, el sujeto recuerde mejor la información presentada al inicio de la misma que la información presentada más adelante. Por ejemplo, un sujeto que lee una lista suficientemente larga de palabras es más probable que recuerde las palabras del principio que las palabras de en medio.
Muchos investigadores intentaron explicar este fenómeno a través del recuerdo libre (pruebas nulas). Coluccia, Gamboz y Brandimonte (2011) explican el recuerdo libre cuando los participantes intentan recordar información sin ninguna indicación. En algunos experimentos a finales del siglo XX, se observó que los participantes que sabían que iban a ser evaluados en una lista presentada a ellos ensayaron los elementos: a medida que se presentaban los elementos, los participantes se repetían esos elementos a sí mismos y ante nuevos artículos presentados, los participantes continuaron ensayando los elementos anteriores junto con los nuevos. Se demostró que el efecto de primacía tuvo una mayor influencia en el recuerdo cuando hubo más tiempo entre la presentación de los elementos, de modo que los participantes tendrían una mayor oportunidad de ensayar los elementos anteriores (primos).
El ensayo abierto fue una técnica que estaba destinada a probar los patrones de ensayo de los participantes. En un experimento con esta técnica, se pidió a los participantes que recitaran en voz alta los elementos que se les ocurrieran. De esta manera, el experimentador pudo ver que los participantes repetirían los elementos anteriores más que los elementos en el centro de la lista, por lo que los ensayarán con más frecuencia y recordarán mejor los elementos principales que los elementos intermedios más adelante.
En otro experimento, realizado por Brodie y Murdock, se descubrió que el efecto de recencia era parcialmente responsable del efecto de primacía. En su experimento, también usaron la técnica de ensayo abierto y encontraron que además de ensayar elementos anteriores más que elementos posteriores, los participantes ensayaban elementos anteriores más adelante en la lista. De esta manera, los artículos anteriores estaban más cerca del período de prueba a modo de ensayo y podrían explicarse parcialmente por el efecto de recencia.
En 2013, un estudio demostró que el efecto de primacía también es importante en la toma de decisiones basada en la experiencia en un paradigma de elección repetida, un proceso de aprendizaje también conocido como condicionamiento operante. Los autores mostraron la importancia que se atribuye al valor de la primera recompensa en el comportamiento posterior, un fenómeno que denotaron como primacía del resultado.
En otro estudio, los participantes recibieron una de dos oraciones. Por ejemplo, uno puede darse "Steve es inteligente, diligente, crítico, impulsivo y celoso". y el otro "Steve es celoso, impulsivo, crítico, diligente e inteligente". Estas dos oraciones contienen la misma información. El primero sugiere un rasgo positivo al principio, mientras que el segundo tiene rasgos negativos. Los investigadores encontraron que los sujetos evaluaron a Steve más positivamente cuando se les dio la primera oración, en comparación con la segunda.

## Efecto de recencia
Dos clases tradicionales de teorías explican el efecto de la actualidad.

### Modelos de almacenamiento dual
Estos modelos postulan que los elementos de la lista de estudios posteriores se recuperan de un búfer a corto plazo altamente accesible, es decir, la Memoria a corto plazo (MCP) en la memoria humana. Esto permite que los elementos que se han estudiado recientemente tengan una ventaja sobre los que se estudiaron anteriormente, ya que los elementos del estudio anterior deben recuperarse con mayor esfuerzo de la Memoria a largo plazo (MLP).
Una predicción importante de tales modelos es que la presentación de un distractor, por ejemplo, la solución de problemas aritméticos durante 10 a 30 segundos, durante el período de retención (el tiempo entre la presentación de la lista y la prueba) atenúa el efecto de la actualidad. Así como la MCP tiene una capacidad limitada, el distractor desplaza los elementos de la lista de estudios posteriores de la MCP, de modo que en la prueba, estos elementos sólo pueden recuperarse de la MLP y han perdido su ventaja anterior de ser más fáciles de recuperar de la memoria de corto plazo. Como tales, los modelos de almacenamiento dual representan con éxito tanto el efecto de recencia en las tareas de recuperación inmediata, como la atenuación de dicho efecto en la tarea de recuperación libre retrasada.
Sin embargo, un problema importante con este modelo es que no puede predecir el efecto de la antigüedad a largo plazo observado en el recuerdo tardío, cuando un distractor interviene entre cada ítem de estudio durante el intervalo inter cúmulo (tarea distractor continua). Dado que el distractor aún está presente después del último ítem de estudio, debe desplazar el ítem de estudio de la MCP de tal manera que el efecto de recencia sea atenuado. La existencia de este efecto de recencia a largo plazo plantea la posibilidad de que los efectos de recencia inmediatos y a largo plazo compartan un mecanismo común.

### Modelos de almacenamiento-singular
De acuerdo con las teorías de un solo almacenamiento, un solo mecanismo es responsable de los efectos de posición en serie. Un primer tipo de modelo se basa en la distinción temporal relativa, en la cual el tiempo transcurrido entre el estudio de cada elemento de la lista y la prueba; determina la competitividad relativa de la traza de memoria de un elemento en la recuperación. En este modelo, se piensa que los elementos del final de la lista son más distintos, por lo que se piensa que se recuperan más fácilmente.
Otro tipo de modelo se basa en la variabilidad contextual, el cual postula que la recuperación de elementos de la memoria se basa no solo en la representación mental del elemento de estudio en sí, sino también en el contexto del estudio. Como el contexto varía, así como cada vez cambia más con el tiempo, en una prueba de recuperación libre inmediata, cuando los elementos de memoria compiten por la recuperación, los elementos estudiados más recientemente tendrán contextos de codificación más similares al contexto de la prueba, y es más probable que sean recordados.
Fuera de la memoria libre inmediata, estos modelos también pueden predecir la presencia o ausencia del efecto de actualidad en la memoria libre diferida y en las condiciones de memoria libre de distracción continua. Bajo condiciones de recuperación demorada, el contexto de la prueba se habría alejado con el aumento del intervalo de retención, por lo que llevaría a un efecto de actualidad atenuado. En condiciones de recuperación de distractores continuos,  el aumento de los intervalos de representación reduce las similitudes entre el contexto del estudio y el contexto de la prueba, lo cual hace que las similitudes relativas entre los elementos no cambian. Mientras el proceso de recuperación sea competitivo, los ítems recientes ganarán, por lo que se observa un efecto de actualidad.

### Regla de relación
En general, una importante observación empírica, acerca del efecto de recencia, es que no es la duración absoluta de los intervalos de retención (RI, el tiempo entre el final del estudio y el período de prueba) o de los intervalos entre presentaciones (IPI, el tiempo entre diferentes elementos de estudio) lo que importa. Sino que,la cantidad de recencia está determinada por la proporción de RI a IPI (la regla de proporción). Como resultado, mientras esta relación sea fija, se observará la actualidad sin importar los valores absolutos de los intervalos, de modo que se pueda observar la actualidad en todas las escalas de tiempo, un fenómeno conocido como invarianza a escala de tiempo. Esto contradice los modelos de almacenamiento-singular, el cual asume que la recencia depende en el tamaño de STS, y la norma que regula el desplazamiento de elementos en el STS.

## Efectos relacionados
En 1977, William Crano decidió delinear un estudio para ampliar las conclusiones anteriores sobre la naturaleza de los efectos de orden, en particular los de primacía frente a la actualidad, que se consideraron inequívocos y opuestos en sus predicciones. Los detalles probados por Crano fueron:

### Hipótesis del cambio de significado
Los elementos al comienzo de una lista establecen un tema en el que los participantes esperan que caiga el resto de la lista. De este modo, los participantes modificaron el significado de algunas de las palabras en la lista para ajustarse a las expectativas que él o ella tenían. Watkins y Peynicioglu (1984) explican esto diciendo que los participantes cambian el significado de las palabras, desviándose del tema establecido, para reducir la cantidad de desviación en la información presentada.

### Descuento Inconsistente
Los participantes ignoran la información que no es coherente con los elementos anteriores que se presentaron. En otras palabras, descontar es pensar que la información inconsistente tiene menos valor que la información que es consistente con la información presentada anteriormente (Devine y Ostrom, 1985).

### Hipótesis de disminución de la atención
La información presentada primero tiene una mayor influencia en los participantes, a diferencia que la información presentada más adelante, lo que provoca un efecto de primacía, incluso si la información es consistente. Steiner y Rain (1989) explican, que las personas prestan más atención a la información presentada al principio, pero progresivamente prestan menos atención a la información que se les presenta. El efecto de primacía ocurre, porque los participantes prestan atención a la información inicial e ignoran la información presentada más adelante. Por otro lado, si los participantes se encuentran en una situación en la que tienen que prestar atención continua a la información, puede ocurrir un efecto de recencia.
El efecto de continuidad o el efecto de retraso de la recencia, predice que, al haber realizado un recuerdo exitoso, es menos probable que el siguiente elemento recordado provenga de una posición de serie remota, en lugar de una posición de serie cercana (Kahana, Howard, Zaromb & Wingfiend, 2002). La diferencia entre la posición en serie de los dos elementos se denomina retraso en la posición en serie. Otro factor, llamado probabilidad de respuesta condicional, es la probabilidad de recordar un cierto retraso de posición en serie. Un gráfico que muestra el retraso en la posición en serie frente a la probabilidad de respuesta condicional revela que el siguiente elemento recordado minimiza el retraso absoluto, con una probabilidad más alta para el elemento adyacente que para el anterior.